# トゥルンハウト
トゥルンハウト（オランダ語: Turnhout、オランダ語発音: [ˈtʏrn(ɦ)ʌu̯t]）は、ベルギーのアントウェルペン州にある基礎自治体。「ケンペンの首都」として知られる。
人口は45,874人（2021年）。トゥルンハウト市のみでひとつの基礎自治体を形成する。ケンペン地方およびトゥルンハウト行政区の法令上、行政上の主都で、トランプ産業の世界的中心地として名高い。サービス産業の集積地でもあり、病院と劇場がそれぞれ2つに映画館が8箇所ある。ブレダおよびティルブルフから30km、アイントホーフェンから40km、アントウェルペン市街から42km。サッカーチームであるKFCトゥルンハウトの本拠地。

## 歴史
トゥルンハウトは主要な街道の十字路に、ブラバント公が狩猟の際に滞在する城（1110年かそれ以前にはあった）の庇護のもと発展した。このことは市の紋章からもうかがい知れる。1212年ごろにブラバント公アンリ1世から「自由市」として自治を獲得、1338年には土曜に市を開く特権を与えられた。この市は今日も続いている。ある旅行家はトゥルンハウトについて、しっかりした造りの家々や舗装された街路、5軒の教会があると1466年に記している。
16世紀までに、トゥルンハウトは豊かな商業の中心地に成長した。浮きはしなかったが、沈みもしなかった。16世紀末には戦禍や大火、没収、伝染病がもたらされた。多くの進歩的な市民が抑圧や異端審問からホラントに逃れ、街は衰退した。その後も、トゥルンハウトの歴史は浮き沈みの繰り返しであった。市街とその郊外には陸軍が長年駐屯していたため、1597年と1789年の2度「トゥルンハウトの戦い」と呼ばれる戦闘が起きた。
1830年のベルギー独立当時、トゥルンハウトはオランダ国境のちょうど南に位置した。1831年から1914年にかけての時期は戦乱もなく、運河の掘削（1846年）や鉄道建設（1855年）が行われた。
中世後期のトゥルンハウトは寝具の製造とリネン貿易が盛んだったが、19世紀初めに紙の関連産業に取って代わられた。ピーテル・コルベールスとフィリップス・ヤコブス・ブレポルスがその祖とされる。現在でも市内にはブレポルス、グループ・ヨース、プロースト、ファン・ヘネハテン・パッケージングなど、多くの印刷会社が本社を置いているが、なかでもカルタムンディ社は世界のトランプ産業の先導者として特筆に価する。またベルギーのグラフィック産業の中心でもあり、フランデレン・グラフィック・コミュニケーション・イノベーション・センターの本部がある。

## 名所
12世紀のブラバント公の城やゴシック建築の聖ピーテル教会、13世紀のベギン会修道院、14世紀のゴシック建築のテオバルト礼拝堂やタクサンドリア博物館などの名所がある。ダウンタウンに、かつて工場だった建物を改装したトランプ博物館がある。
市内のベギン会修道院は1998年、「フランドル地方のベギン会修道院群」の一つとしてユネスコの世界遺産に登録された。

## イベント
フランデレン最大級のコミックフェスティバル「ストリップ・トゥルンハウト」や映画祭「オペン・ドゥク」は当地で開かれる。夏の「フレイダーヘン」 (Vrij-dagen) というイベントは、一定期間の毎週金曜日（オランダ語でフレイダーク）に、2組のアーティストないしバンドがパフォーマンスを行う趣旨で、観覧は無料（オランダ語でフレイ）であるため大混雑する。このため地元経済への寄与も大きい。

## ギャラリー

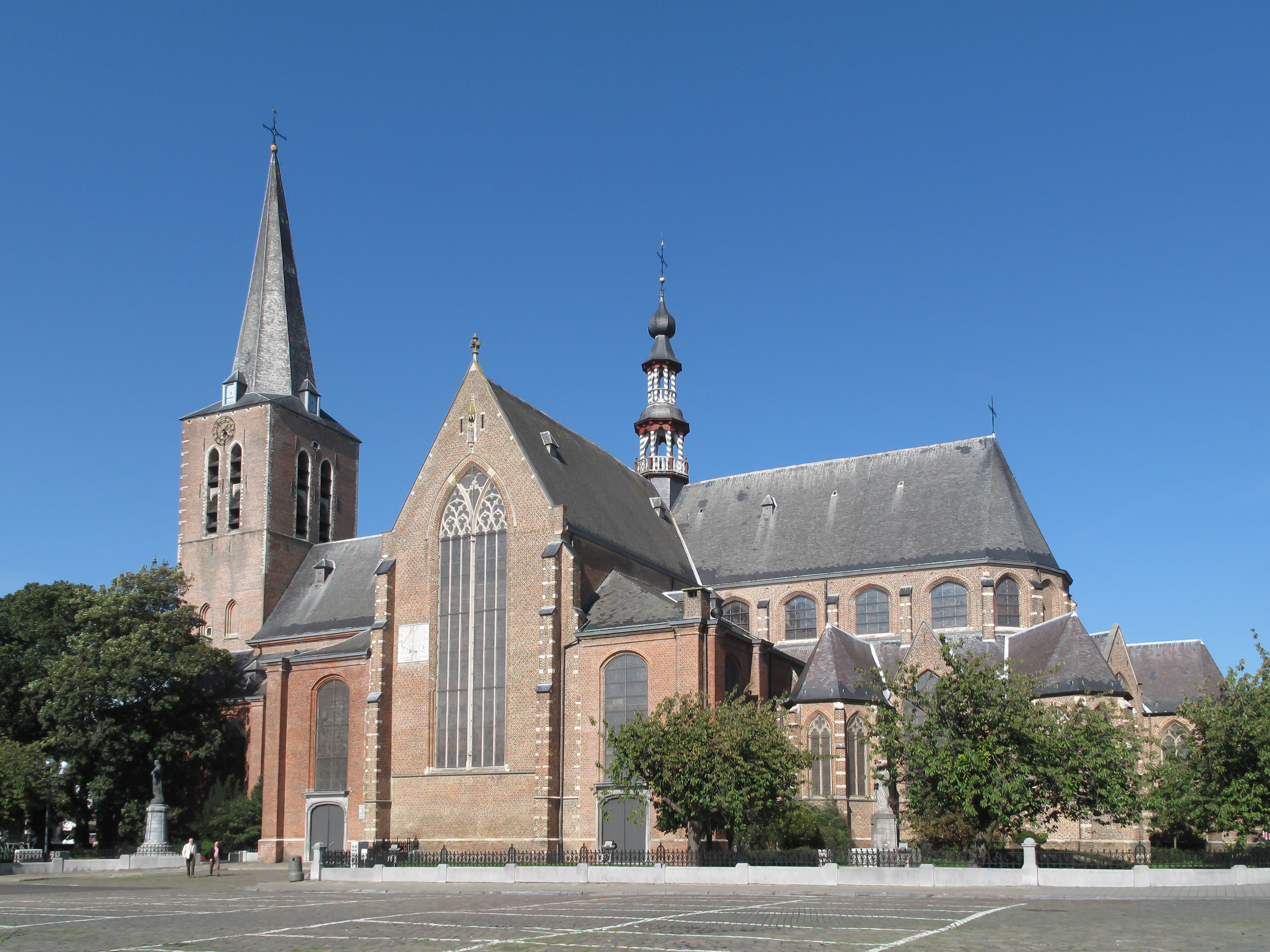
聖ピーテル教会
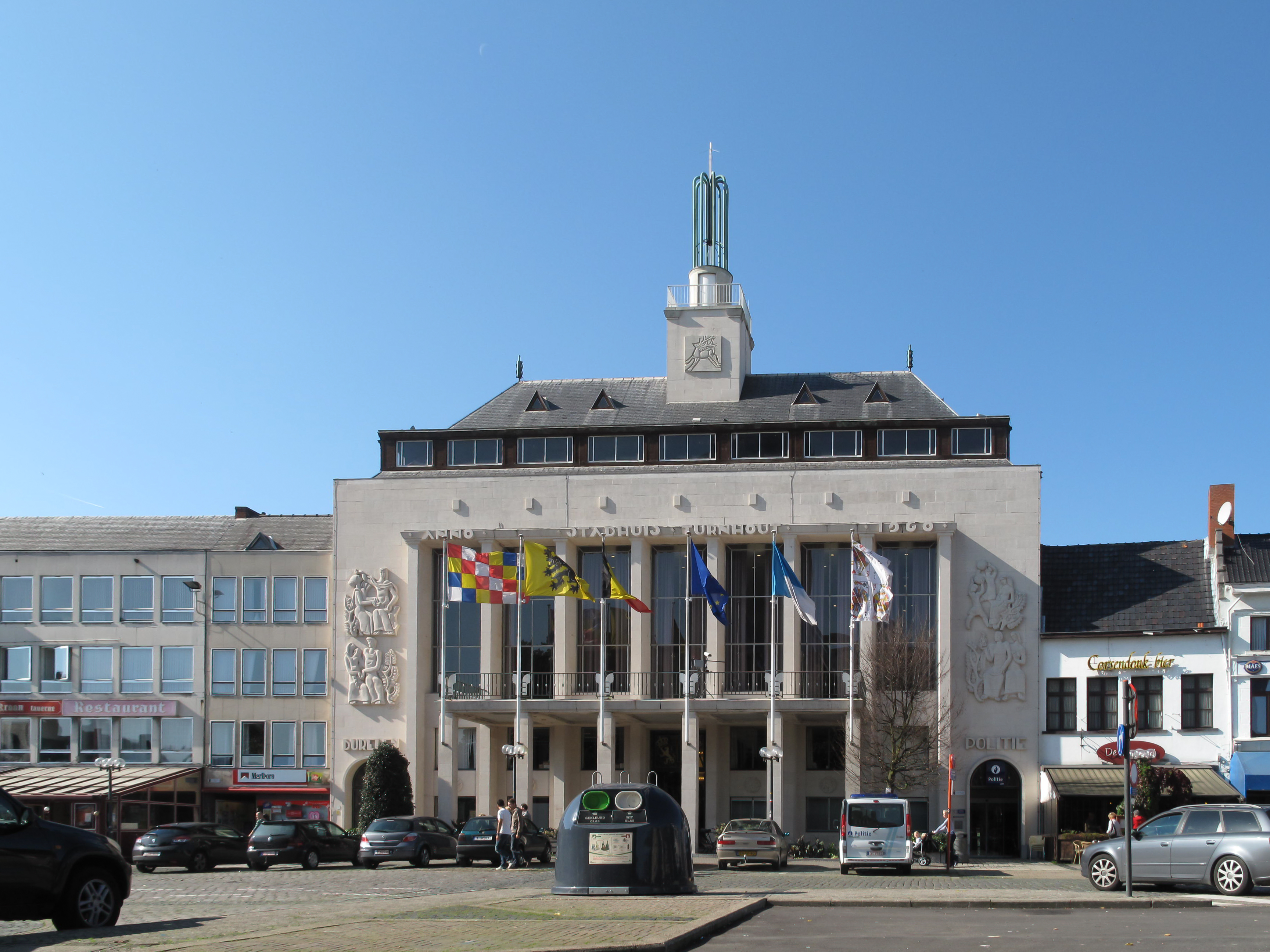
町役場
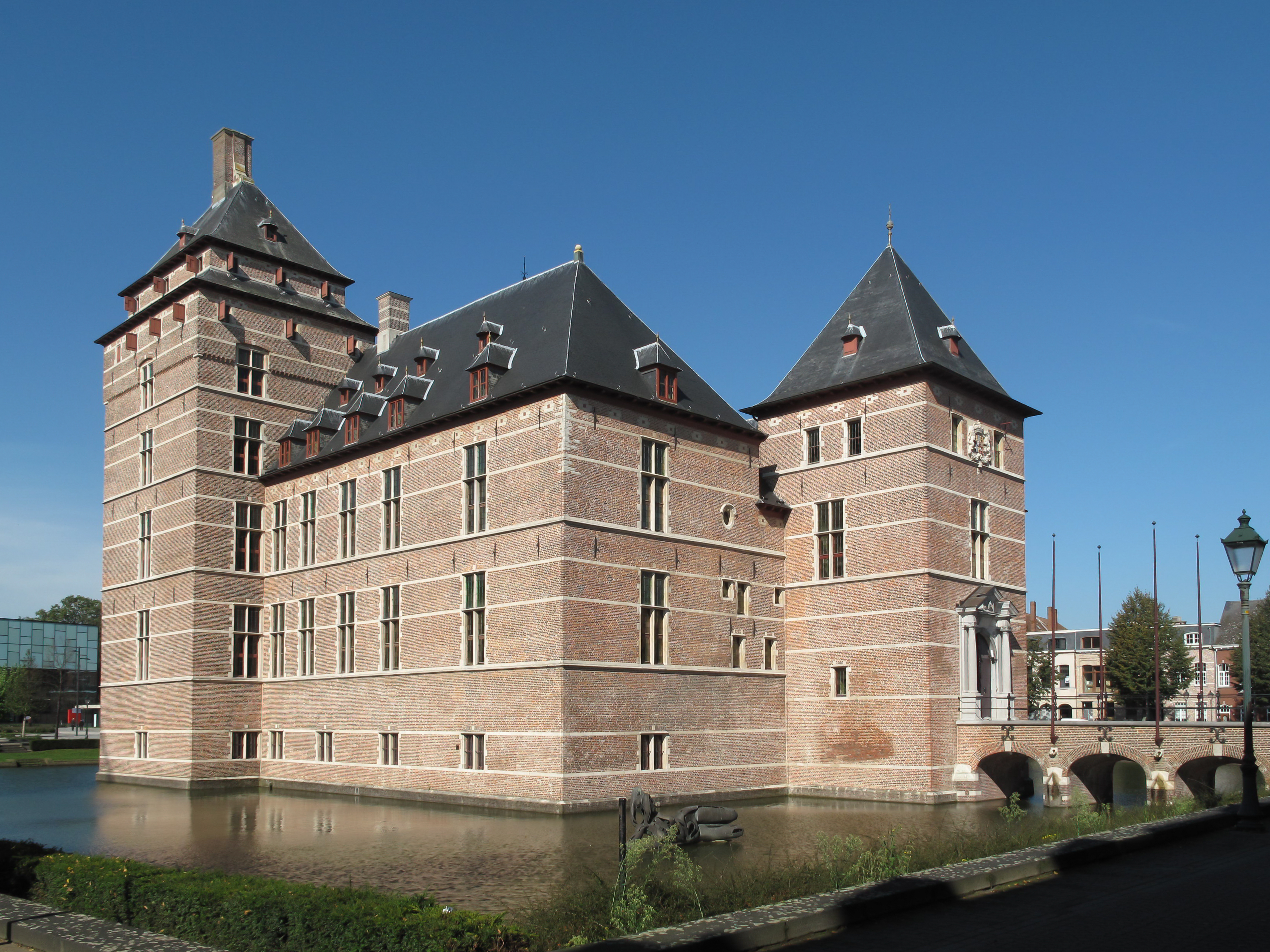
城（現在は裁判所）
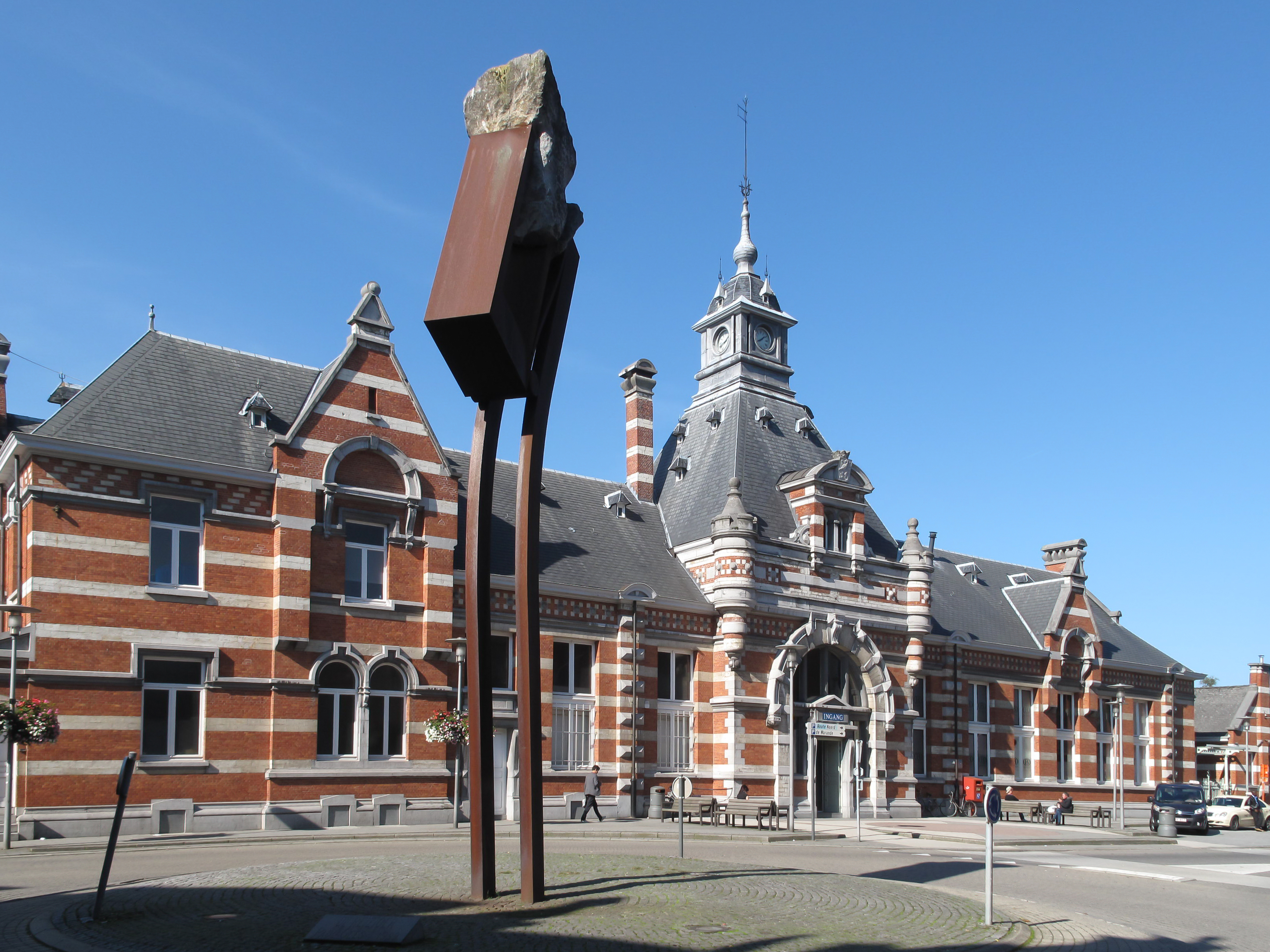
駅
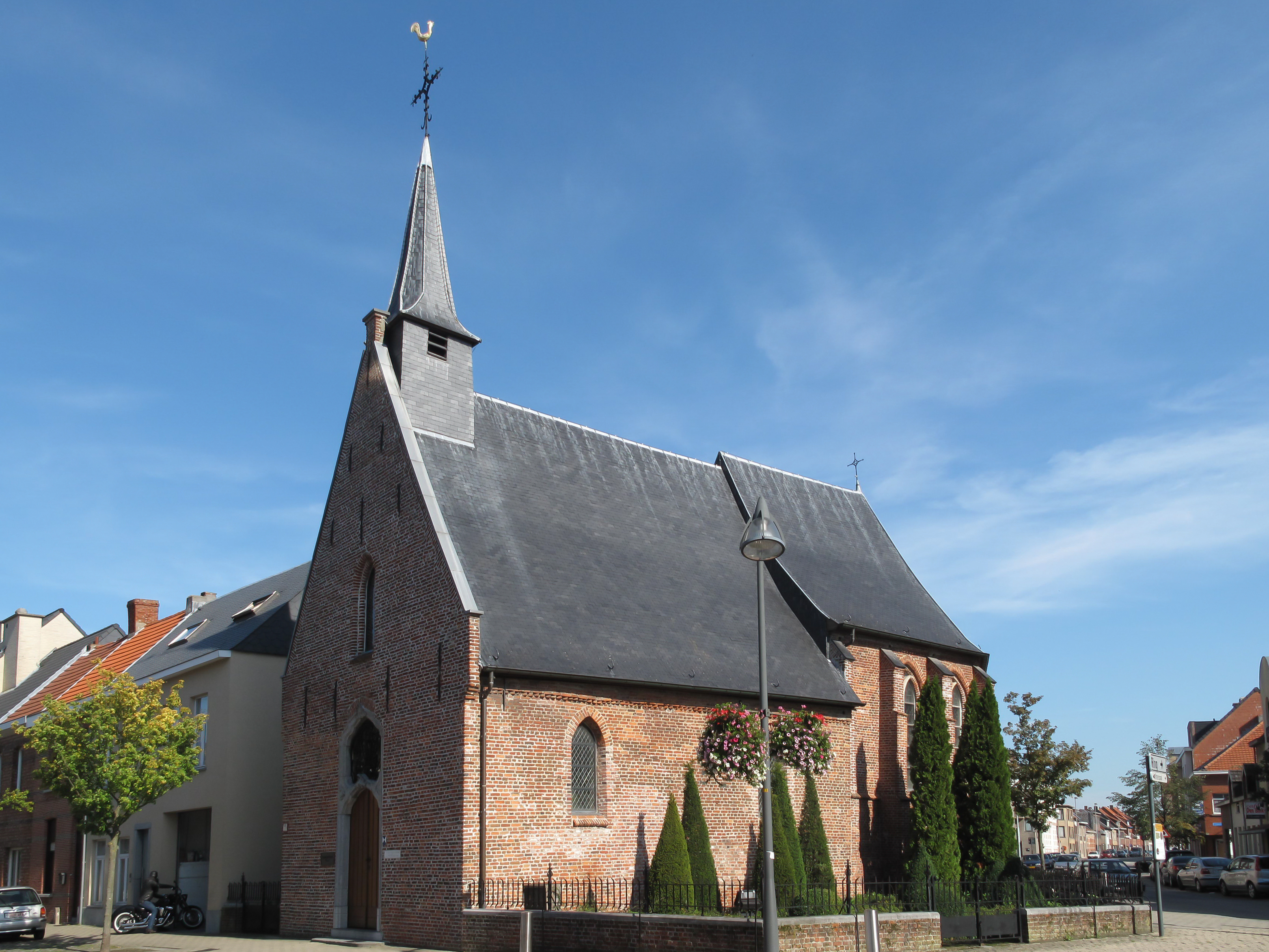
礼拝堂
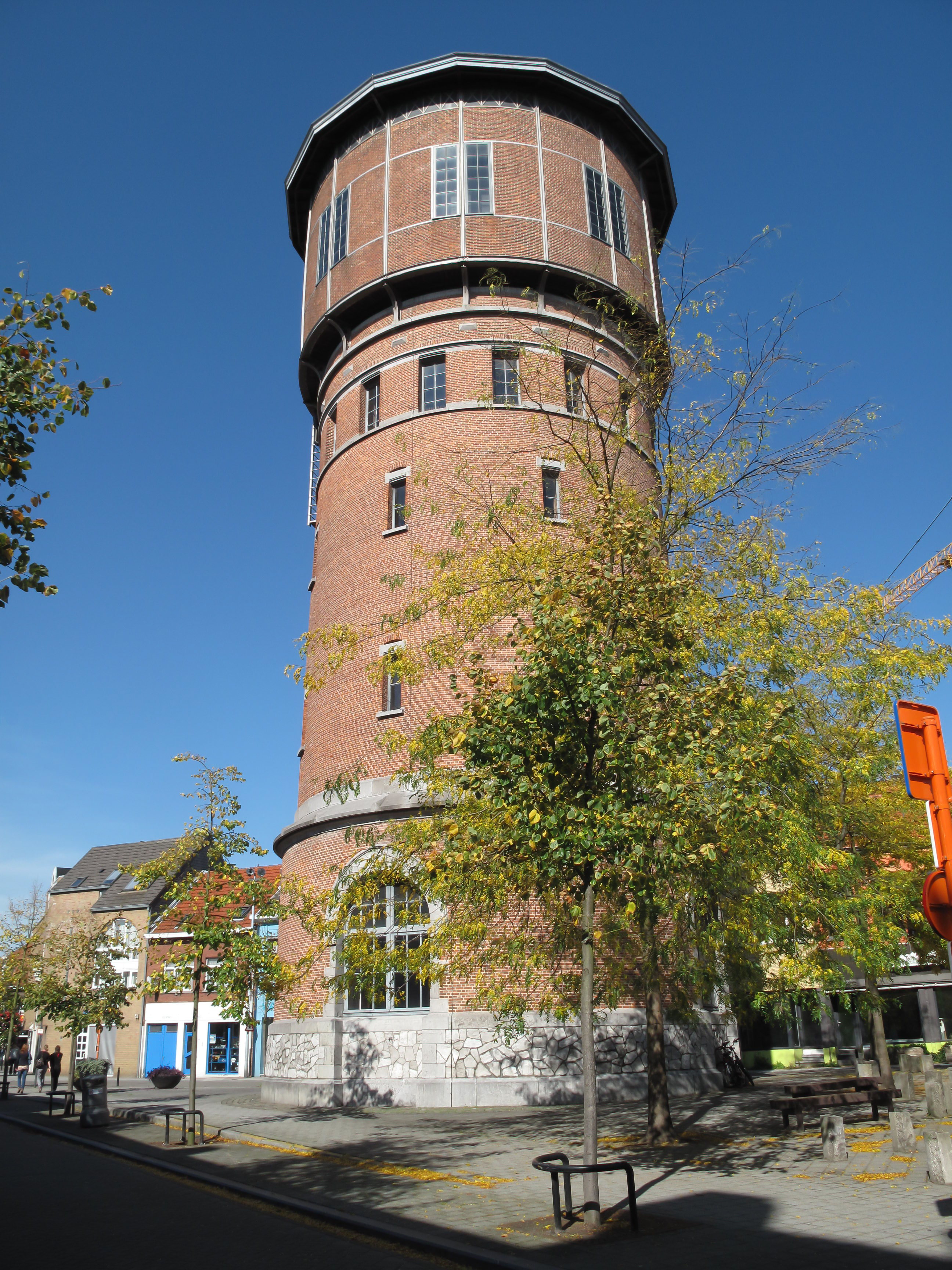
給水塔

## ゆかりの人物
- フィリップス・ヤコブス・ブレポルス（英語版） - ブレポルスの創業者
- ピーテル・コルベールス（英語版） - 印刷工で1798年の農民戦争の主導者
- フィリップ・デームス - サッカー選手
- バルト・ドックス - 自転車選手
- ディディエ・ド・シャフォワ・ド・クールセル - 科学者、実業家
- フランソワ・デュ・フール - 実業家
- ポール・ヘールツ - 漫画家。ウィリー・ファンデルステーンの「ススカとウィスカ」の続編を描いた
- ヨリス・ヘンドリックス - サイドカークロスのドライバー
- コンスタント・ヤンセン - N・V・プロドゥクテン・リヒターの創業者
- ポール・ヤンセン - ヤンセン ファーマの創業者。コンスタントの子
- フロール・ヨーセン - キャビアビジネスで知られる実業家
- ミハ・マラー - 歌手。ユーロビジョン・ソング・コンテスト1979代表
- アロイース・ミヒールセン - 実業家。ソルベー会長
- ヨーゼフ・シモンス - 作家
- リーフェ・スレヘルス - 陸上競技選手
- ヤン・レニエール・スニーデルス - 作家
- ミシェル・ファールテン - 自転車競技選手
- ケヴィン・オリス - サッカー選手
- ヨリック・ヘンドリックス - フィギュアスケート選手（男子シングル）
- ルナ・ヘンドリックス - フィギュアスケート選手（女子シングル）

## 姉妹都市
- ハンメルブルク（ドイツ）
- ゲデレー（ハンガリー）
- 漢中市（中華人民共和国）